# Makroevolucija
Makroevolucija u modernom smislu je evolucija vođena prirodnim odabirom varijacija među vrstama, umjesto varijacijama unutar pojedine vrste u slučaju mikroevolucije. Ova se moderna definicija razlikuje od izvornog značenja riječi prema kojem se pojam makroevolucija odnosio na evoluciju taksonomskih skupina iznad nivoa vrsta (npr. rodovi, obitelji, redovi itd.).

## Nastanak i promjena značenja pojma
Jurij Filipčenko razlikovao je mikroevoluciju od makroevolucije budući da je odbacio prirodnu selekciju u Darwinovom smislu kao objašnjenje za veće evolucijske prijelaze koji dovode do nastanka taksonomskih grupa iznad nivoa vrsta.  U skladu s tim, ograničio je značenje darvinovske "mikroevolucije" na evolucijske promjene unutar granica pojedine vrste koje mogu dovesti najviše do pojave različitih rasa ili podvrsta. Suprotno tome, pojam "makroevolucija" koristio je isključivo za velike evolucijske promjene koje odgovaraju taksonomskim razlikama iznad razine vrste za što bi, prema njegovom mišljenju, bilo nužno postojanje dodatnih evolucijskih procesa koji se razlikuju od prirodne selekcije. Model koji bi mogao objasniti makroevoluciju u tom smislu bio je koncept "čudovišta s nadom" genetičara Richarda Goldschmidta, koji je predložio saltacijske (nagle i trenutačne) evolucijske promjene bilo zbog mutacija koje utječu na stope razvojnih procesa ili zbog promjena u kromosomskom uzorku. Moderna sinteza naročito je potonju ideju široko odbacila te je i danas odlučno opovrgava, ali koncept "čudovišta s nadom" koji se temelji na evo-devo objašnjenjima nailazi na umjerenu podršku i u novije vrijeme. Kao alternativu saltacijskoj evoluciji, Dobzhansky je predložio da na razliku između makroevolucije i mikroevolucije u osnovi gledamo kao na razliku u vremenskim okvirima promatranja te da su makroevolucijske promjene jednostavno zbroj mikroevolucijskih promjena tijekom geološkog vremena. Ovo je gledište postalo široko prihvaćeno i shodno tome, pojam makroevolucija široko se koristi kao neutralna oznaka za proučavanje evolucijskih promjena koje se odvijaju u vrlo velikom vremenskom rasponu. Međutim, načelo da se evolucijske promjene velikih razmjera u konačnici svode na mikroevoluciju suprotne su konceptu prirodnog odabira na nivou vrsta koji sugerira da je odabir na nivou vrsta glavni evolucijski čimbenik koji je neovisan i komplementaran odabiru unutar vrste, na nivou organizama. Sukladno tome, razina prirodnog odabira (ili općenitije, razvrstavanja) postala je konceptualna osnova treće definicije, koja definira makroevoluciju kao evoluciju putem prirodnog odabira među varijacijama između različitih vrsta.

## Makroevolucijski procesi

### Specijacija ili postanak vrsta
Prema modernoj definiciji, evolucijski prijelaz od vrste pretka do vrste kćeri je mikroevolucijski je jer je rezultat selekcije (ili, općenitije razvrstavanja) među različitim organizmima unutar pojedine vrste. Međutim, specijacija ima i makroevolucijski aspekt, jer proizvodi interspecifičnu varijaciju tj. varijaciju među vrstama na kojoj djeluje prirodni odabir vrsta. Sljedeći makroevolucijski aspekt specijacije je brzina kojom se ona uspješno javlja, analogno uspjehu razmnožavanja u mikroevoluciji.

### Prirodni odabir vrsta
"Odabir vrsta djeluje nad varijacijama nastalim uglavnom slučajnim postupkom specijacije i favorizira vrste koje brzo proizvode nove vrste ili opstaju dulje vrijeme, pa stoga za sobom ostavljaju mnoge vrste kćeri." Odabir vrsta obuhvaća (a) efektivnu makroevoluciju, gdje osobine na razini organizma (agregatne osobine) utječu na stope specijacije i izumiranja (izvorni Stanleyev koncept) i (b) prirodni odabir vrsta u užem smislu, gdje na stopu specijacije i izumiranja pretežno utječu svojstva na razini cijele vrste (npr. zemljopisna rasprostranjenost) Često se tvrdi da je efektivna makroevolucija svediva na mikroevoluciju, jer obje djeluju selekcijom na svojstva organizama unutar vrste (populaciju), ali Grantham je pokazao da se efektivna makroevolucija može biti suprotstavljena selekciji na razini organizma i da stoga nije samo reducirana mikroevolucija. Slučajevi u kojima selekcija iste osobine ima suprotne učinke na razini organizama i na razini vrsta opisani su u kontekstu spolne selekcije koja povećava individualnu selekcijsku sposobnost (fitness), ali također može povećati rizik od izumiranja vrste.

### Isprekidana ravnoteža
Isprekidana ravnoteža postulira da je evolucijska promjena u vremenu koncentrirana tijekom geološki kratke faze specijacije nakon čega slijedi evolucijski zastoj koji traje sve dok vrsta ne izumre.  Prevalencija evolucijskog zastoja kroz veći dio vremena postojanja pojedine vrste glavni je argument za važnost prirodnog odabira vrsta u oblikovanju evolucijske povijesti kladsitičkih skupina. Međutim, isprekidana ravnoteža nije niti makroevolucijski model specijacije, niti je njeno postojanje preduvjet za prirodni odabir vrsta.

## Primjeri

### Evolucijske faune
Referentna studija vezana za makroevoluciju je Sepkoskijev rad na raznolikosti morskih životinja kroz fanerozoik. Njegov nadaleko poznati dijagram broja morskih obitelji od kambrija do danas ilustrira uzastopnu ekspanziju i redukciju triju "evolucijskih fauna" koje su karakterizirale razlike u stopama stvaranja novih vrsta i trajaju istih.

### Masovna izumiranja
Makroevolucijska važnost promjena u okolišu najočitija je u slučaju globalnih događaja masovnog izumiranja. Takvi su događaji obično posljedica masovnih poremećaja okoliša koji se javljaju prebrzo za mikroevolucijski odgovor putem adaptacijskih promjena. Masovna izumiranja stoga djeluju gotovo ekskluzivno kroz prirodni odabir među vrstama, tj. makroevolucijski. Kroz svoj različit utjecaj na vrste, masovna izumiranja uvode snažni aspekt u evoluciju, aspekt koji je suprotan onom adaptacijskom. Klasičan primjer u ovom kontekstu je hipoteza da je izumiranje brahiopoda koje je paralelano porastu broja školjkaša zapravo uzrokovano diferencijalnim preživljavanjem tih skupina životinja tijekom masovnog izumiranja na kraju Perma.

### Stanleyevo pravilo
Makroevolucija je vođena razlikama među vrstama u stopama njihovog porijekla i izumiranja. Važno je uočiti da su ova dva čimbenika u pravilu u pozitivnoj korelaciji: takse koje imaju tipično visoke stope diverzifikacije imaju i visoke stope izumiranja. Ovo zapažanje je prvi opisao Steven Stanley koji ga je pripisao raznim ekološkim čimbenicima. Ipak, pozitivna korelacija stope nastajanja i izumiranja vrsta također je predviđanje hipoteze o Crvenoj kraljici, koja pretpostavlja da evolucijski napredak (povećanje sposobnosti) bilo koje vrste uzrokuje smanjenje sposobnosti ostalih vrsta, što u konačnici dovodi do izumiranja onih vrsta koje se ne prilagođavaju dovoljno brzo. Visoke stope nastanka vrsta moraju stoga biti u korelaciji s visokim stopama izumiranja vrsta. Stanleyevo pravilo, koje se odnosi na gotovo sve takse kroz sva geološka razdoblja, snažan je pokazatelj dominantne uloge biotičkih interakcija u makroevoluciji.

## Teme istraživanja
Subjekti proučavani u okviru makroevolucije uključuju:
- Prilagodljiva zračenja poput kambrijske eksplozije .
- Promjene u biološkoj raznolikosti kroz vrijeme.
- Evolucija genoma, poput horizontalnog prijenosa gena, fuzije genoma u endosimbiozama i prilagodljive promjene u veličini genoma.
- Masovna izumiranja .
- Procjena stopa diverzifikacije, uključujući stope specijacije i izumiranja .
- Rasprava između isprekidane ravnoteže i postupnosti .
- Uloga razvoja u oblikovanju evolucije, posebno takvih tema kao što su heterokronija i fenotipska plastičnost .